# Neostethus zamboangae
Neostethus zamboangae är en fiskart som beskrevs av Herre 1942. Neostethus zamboangae ingår i släktet Neostethus och familjen Phallostethidae. Inga underarter finns listade i Catalogue of Life.